# Andrij Berezovčuk
Andrij Volodymyrovyč Berezovčuk (in ucraino Андрій Володимирович Березовчук?; Mykolaïv, 16 aprile 1981) è un ex calciatore ucraino, di ruolo difensore.

## Caratteristiche tecniche
Gioca come difensore centrale ma può agire anche da mediano davanti alla difesa.